# عمران أولاد عمر
عمران أولاد عمر (بالهولندية: Imran Oulad Omar)‏ هو لاعب كرة قدم هولندي في مركز الوسط، ولد في 11 ديسمبر 1997 في أمستردام في هولندا. لعب مع Achilles '29 ‏.

## وصلات خارجية
- عمران أولاد عمر على موقع قاعدة بيانات كرة القدم.إي يو (الإنجليزية)
- عمران أولاد عمر على موقع Soccerway.com (الإنجليزية)
- عمران أولاد عمر على موقع عالم كرة القدم.نت (الإنجليزية)